# Lukáš Lupták (1990)
Lukáš Lupták (* 28. července 1990) je slovenský fotbalový záložník, od února 2017 hráč českého klubu 1. FK Příbram.

## Klubová kariéra
Na Slovensku hrál za MFK Ružomberok, kde odehrál 105 ligových zápasů, v nichž šestkrát skóroval.
 V červnu 2016 posílil český druholigový klub FC Baník Ostrava, kde podepsal roční smlouvu s opcí na prodloužení.
V únoru 2017 se dohodl s Baníkem na ukončení smlouvy a přestoupil do klubu 1. FK Příbram bojujícího o záchranu v ePojisteni.cz lize.